# Wernher (Gurk)
Wernher († 21. Dezember 1195) war Bischof von Gurk.
Wernher, der einem babenbergischen Ministerialengeschlecht entstammte, wurde 1167 Stiftsdekan in Klosterneuburg und später Propst. Werner weigerte sich, vom für Klosterneuburg zuständigen Passauer Bischof, der zur Zeit des Schismas auf Seiten des Kaisers stand, die Weihe zu empfangen. Er reiste daher 1167 zum Salzburger Erzbischof Konrad II. nach Friesach, um von ihm zum Priester geweiht zu werden. Als Propst machte er sich besonders als Stifter des Verduner Altars verdient. 1185 verzichtete er auf die Würde, wohl um ein neues Kloster zu gründen, kehrte jedoch nach dem Tod seines Nachfolgers Gottschalk im Jahr 1192 wieder zurück.
Im Jahr 1194 wurde er von Erzbischof Adalbert III. zum neuen Gurker Bischof gewählt.
Bischof Wernher starb am 21. Dezember 1195. Er ist der erste Gurker Bischof, von dem man mit Sicherheit weiß, dass er in seiner Gurker Kathedrale begraben wurde. Seine Grabstätte, ein Doppelgrab mit seinem dritten Nachfolger und Neffen Otto I., befindet sich rechts vom heutigen Kreuzaltar.